# Focus Neon
FocusNeo AB (tidigare Focus Neon Aktiebolag) är ett svenskt industriföretag med huvudkontor på Råsundavägen 18 i Solna, Stockholms län. Företaget har cirka 50 anställda och verkar inom flera affärsområden med huvudinriktning på skyltar (främst ljusskyltar), wayfinding, folie & print samt LED-displayer. Företaget har filial i Göteborg samt dotterbolag i Helsingfors och Oslo. Företaget arbetar med alla delar av processen från design till produktion, installation samt service och support.

## Historik
Focus Neon grundades 1965 av Rolf Näslund. 1972 förvärvades Philips Neon, som bildades 1925 som ett dotterbolag till Svenska Philips AB. Philips Neon var en stor aktör på marknaden, som bland annat stod bakom DUX-skylten på första Hötorgsskrapan.
Focus levererade skyltarna när Skandinaviska Banken och Stockholms Enskilda Bank fusionerande till Skandinaviska Enskilda Banken. När statliga Kreditbanken och Postbanken gick samman under namnet PK-banken levererade Focus samtliga skyltar. Likaså när Jordbrukskassan bytte namn till Föreningssparbanken. Roos Neons konkurs ledde till att Focus övertog agenturen för den tyska fabriken Maas&Roos GmbH.
År 1981 förvärvades Neontjänst i Göteborg och 1988 Astralskylt i Jönköping samtidigt flyttades neonproduktionen från Hägersten till Jönköping. Under 2008 fick den vita lysdioden sitt stora genombrott som belysningskälla i profilbokstäver. Focus produktion av neonrör sjönk drastiskt första halvan av 2008 och fabriken i Jönköping avvecklades under ordnade former första halvåret 2009.
Rolf Näslund gick i pension år 2000 och lämnade då över som VD till äldste sonen Mikael Granöö. 
År 2010 knoppades elektronikavdelningen av som ett fristående bolag, Focus Electronic AB med Lars Michel som VD. Bolaget gick från en omsättning på 11 MSEK år 2010 till 49 MSEK år 2015. År 2016 förvärvades bolaget av Söderbergsbolagen J AB. 
År 2013  lämnade Mikael Granöö över VD-posten till sin bror Magnus Näslund. 
Under 2018 gjorde företaget en omfattande omprofilering av sitt varumärke och bytte namn till FocusNeo AB.
År 2023 tog Carl Mikael Granöö över VD-posten från Magnus Näslund.

## Utmärkelser
- Svenska Skyltpriset
  - Årets Skylt: 2017 (Downtown Camper), 2022 (Kämpa)
  - Årets Renovering: 2022 (Tennstolpet)
  - Årets Koncept: 2021 (Polestar)
  - Årets Renovering: 2018 (Sibyllans Kaffe & Tehandel)
- Årets skylt/Stockholms skyltpris: 1998 (Café Milano), 1999 (Falck), 2005 (Hamngatan Gallerian), 2006 (Norstedts), 2007 (Konstfack), 2008 (Mannheimer Swartling), 2013 (Taverna Brillo), 2016 (Restaurant Le Rouge), 2017 (Galleri Glas)
- Lysande Skylt: 2014 (Konditori Santa Fé)

## Skyltar (i urval)

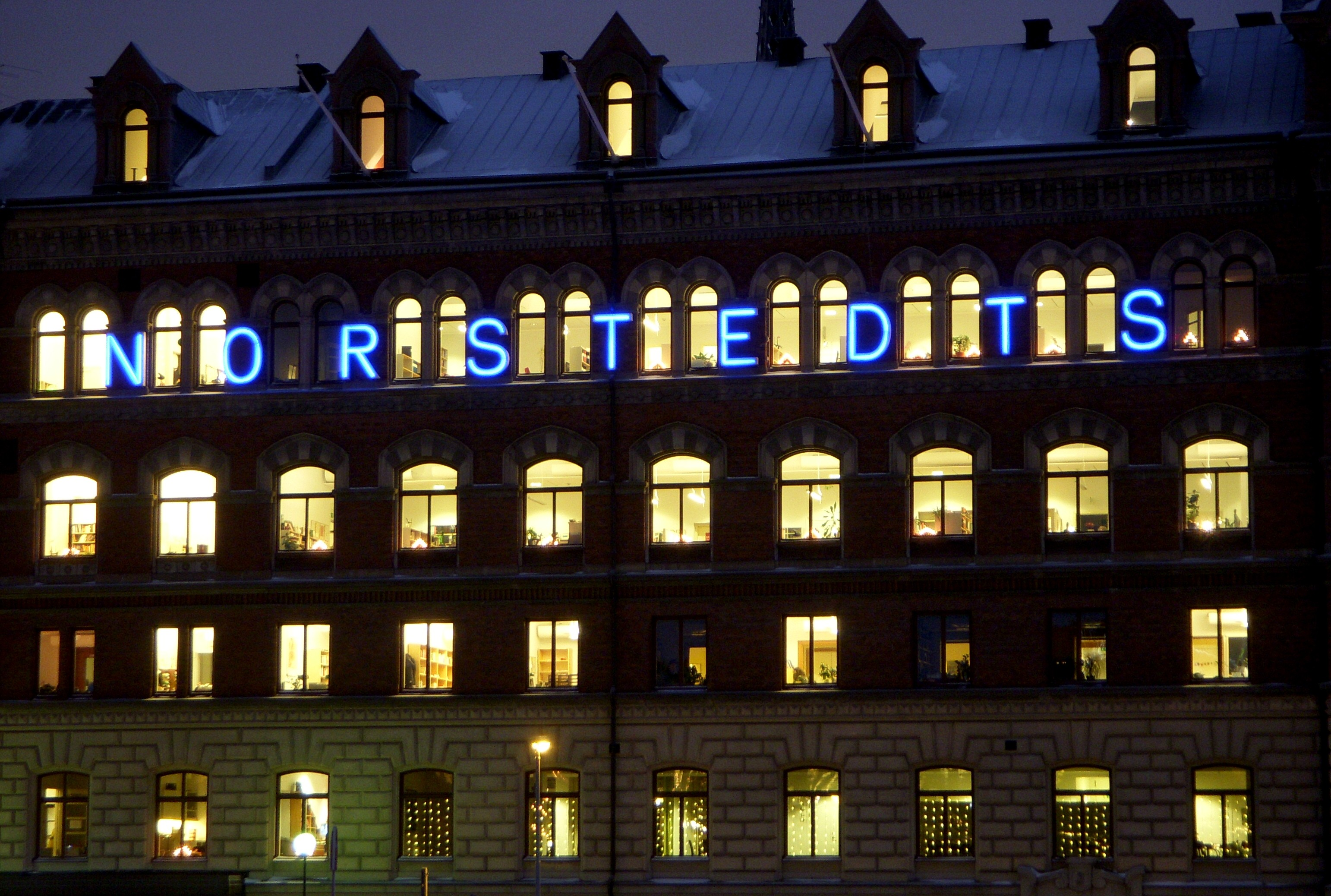
Norstedtshuset
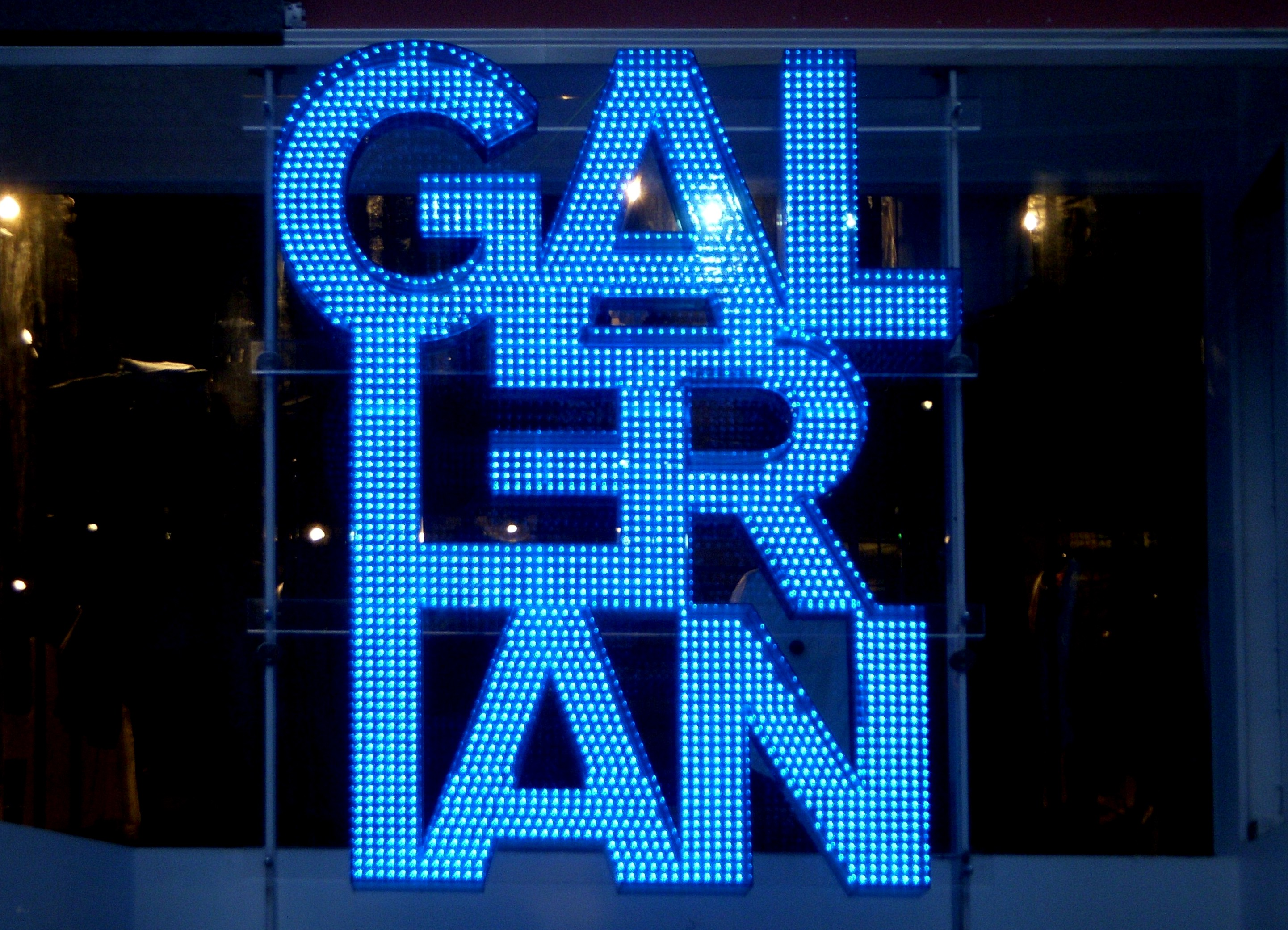
Gallerian
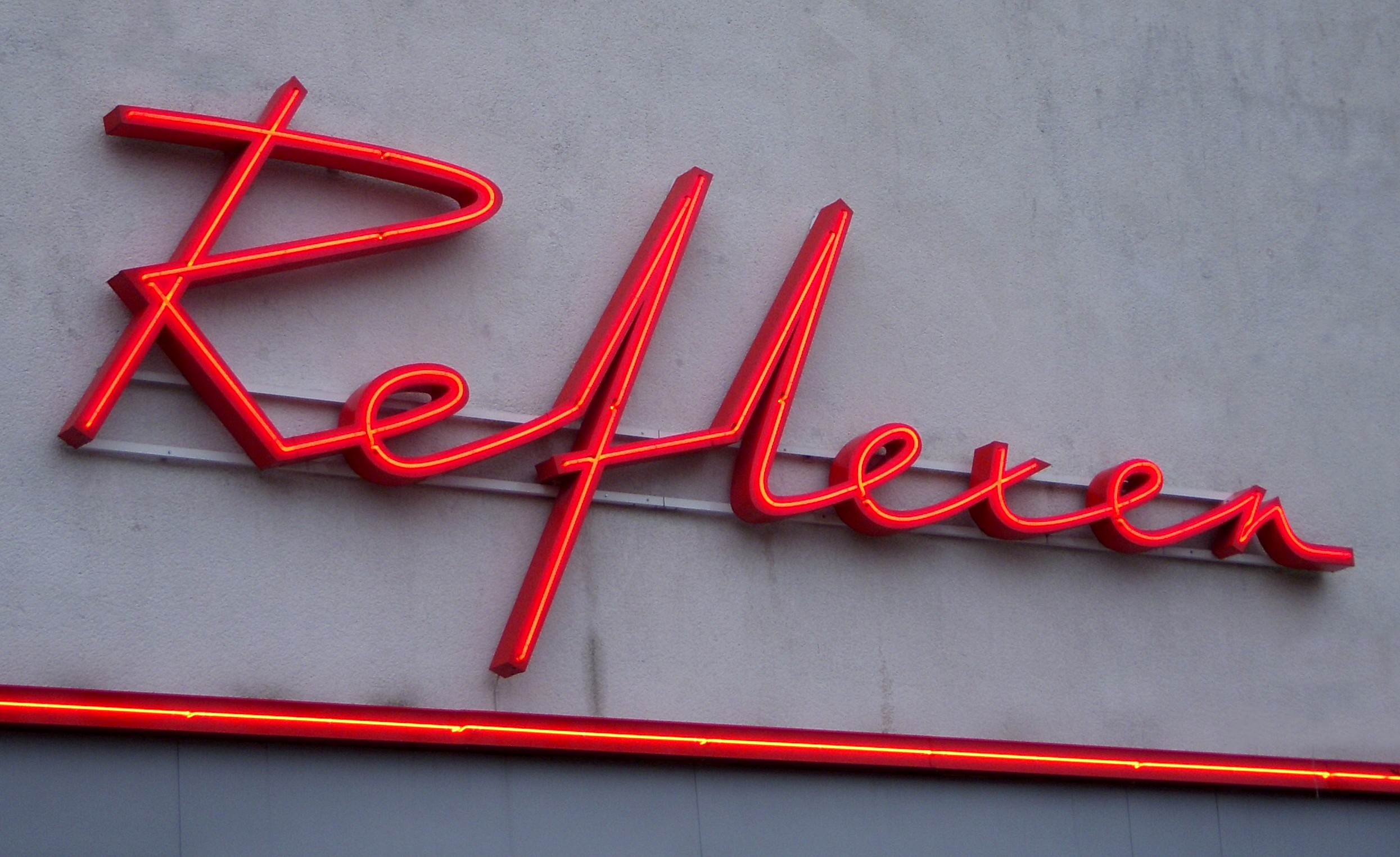
Reflexen (renovering)
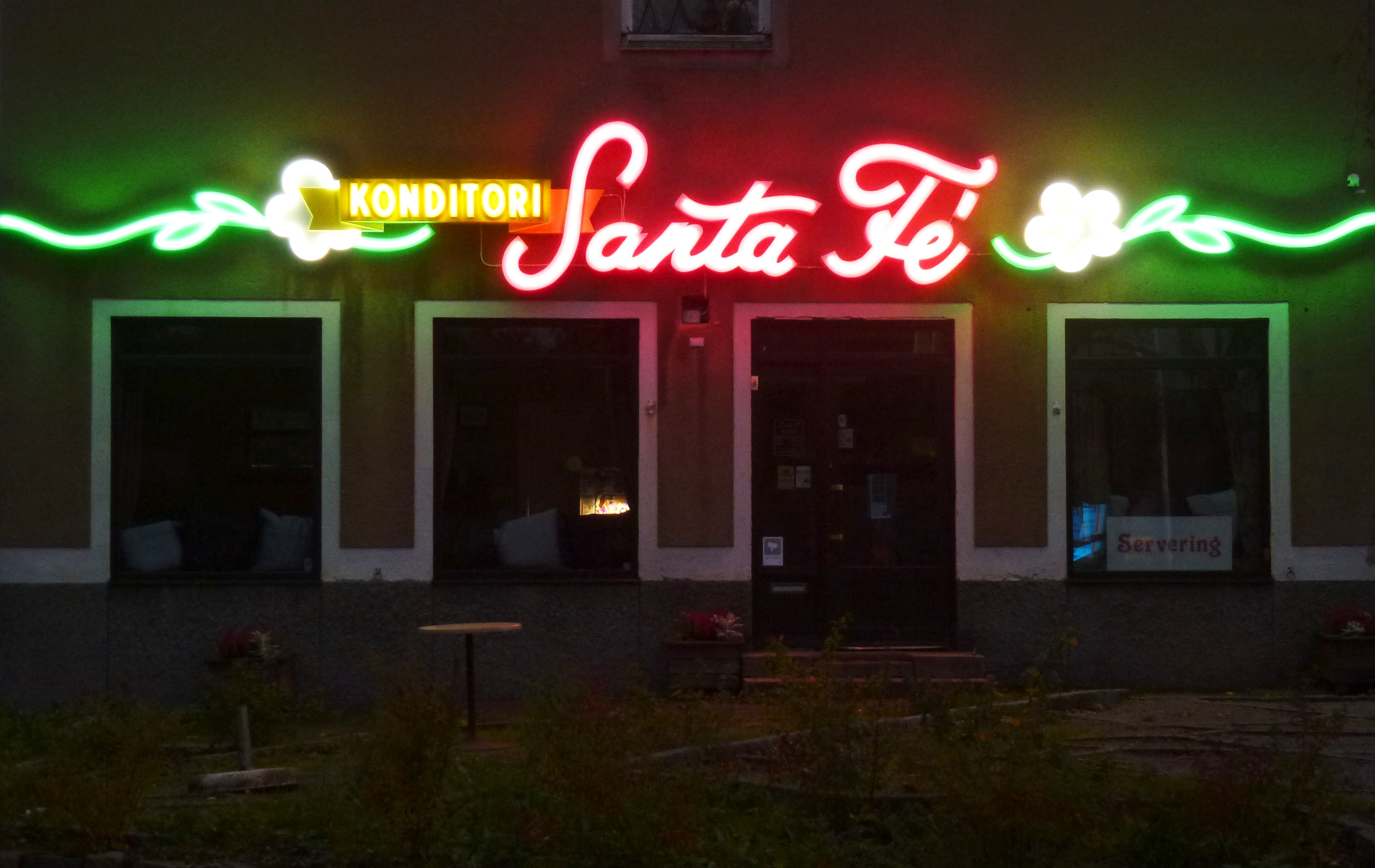
Konditori Santa Fé (renovering)
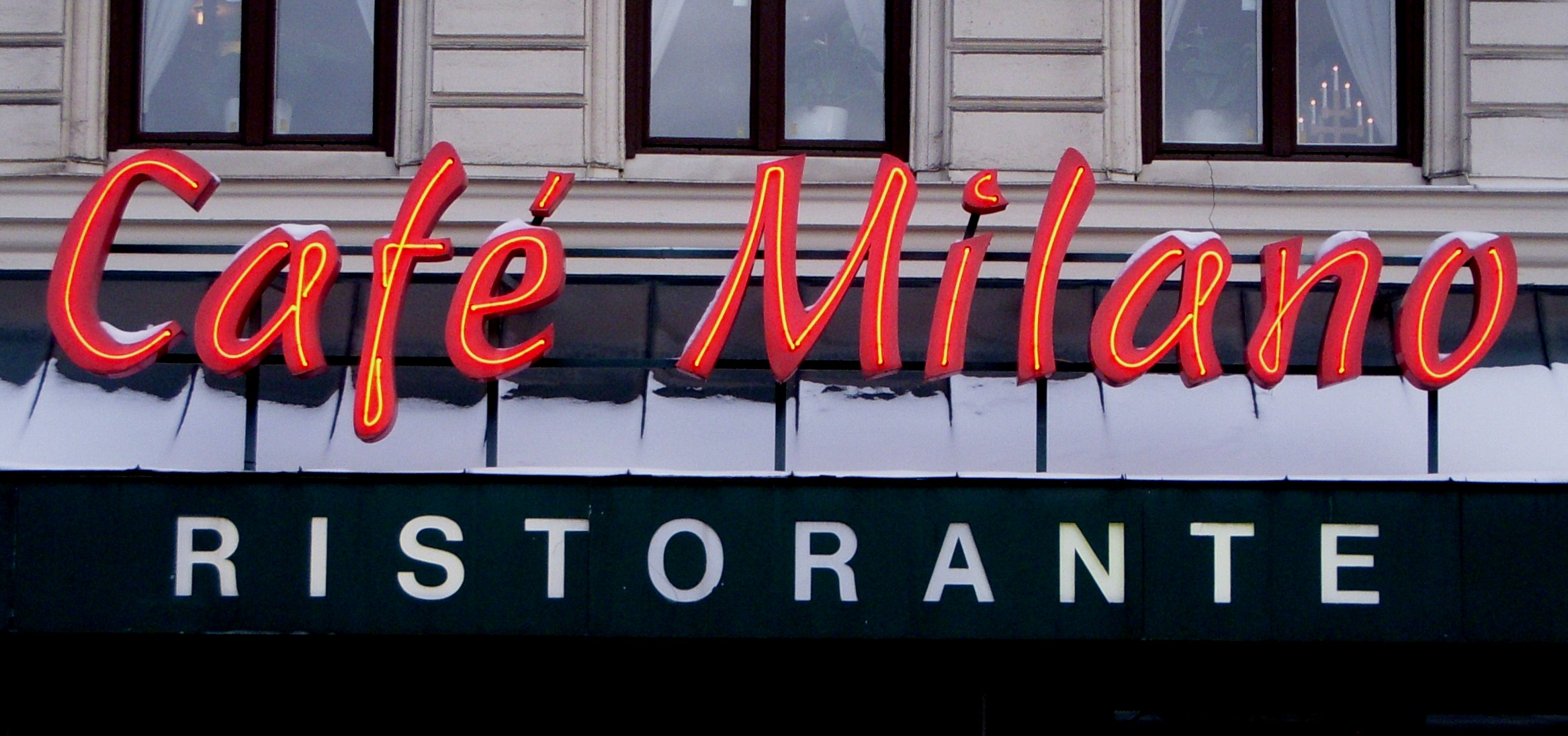
Café Milano
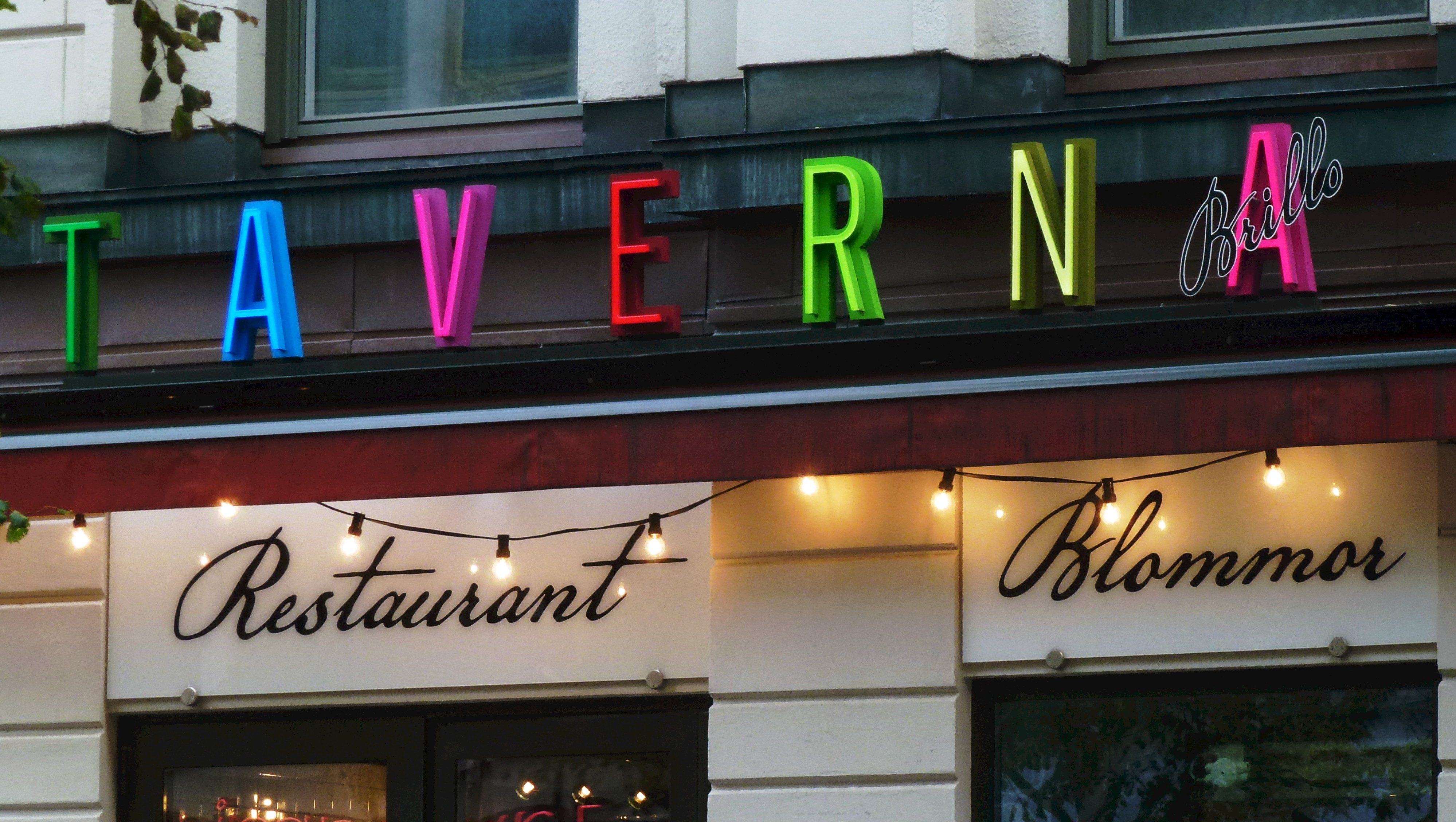
Taverna Brillo